# Michael Balling
Michael Josef Balling (ur. 27 sierpnia 1866 w Heidingsfeld koło Würzburga, zm. 1 września 1925 w Darmstadcie) – niemiecki dyrygent.

## Życiorys
Ukończył królewskie konserwatorium w Würzburgu. Karierę muzyczną rozpoczął w 1884 roku w Moguncji, początkowo jako altowiolista. W latach 1886–1892 grał w kapeli nadwornej w Schwerinie. W 1892 roku wyjechał do Nowej Zelandii, gdzie założył w Nelson szkołę muzyczną i orkiestrę. Po powrocie do Niemiec był w latach 1896–1902 zastępcą dyrygenta festiwalu w Bayreuth, gdzie zadebiutował jako dyrygent w Parsifalu. W 1898 roku objął stanowisko kapelmistrza w Lubece, a w 1902 roku we Wrocławiu. W latach 1903–1909, jako następca Felixa Mottla, był kierownikiem orkiestry w Karlsruhe. 
Występował gościnnie jako dyrygent w Niemczech, Hiszpanii i Wielkiej Brytanii. W 1910 roku grał z Denhof Opera Company w Edynburgu, prowadząc wykonania Pierścienia Nibelunga. W latach 1912–1914 był dyrygentem orkiestry The Hallé w Manchesterze. Dyrygował również kilkukrotnie podczas festiwali w Bayreuth. W 1919 roku objął posadę generalnego dyrektora muzycznego w Darmstadcie. Od 1912 roku współpracował z wydawnictwem Breitkopf & Härtel, dla którego opracowywał dzieła Richarda Wagnera.